# Jiří Kincl
Jiří Kincl (* 24. listopadu 1939) byl český a československý politik, po sametové revoluci poslanec Sněmovny lidu Federálního shromáždění za Komunistickou stranu Československa, později za KSČM.

## Biografie
Ve volbách roku 1990 zasedl do Sněmovny lidu (volební obvod Severočeský kraj) jako bezpartijní za KSČ (KSČS), která v té době byla volným svazkem obou republikových komunistických stran. Po jejím postupném rozvolňování se rozpadla na samostatnou stranu na Slovensku a v českých zemích. V roce 1991 proto Kincl přešel do poslaneckého klubu KSČM. Za KSČM (respektive za koalici Levý blok) obhájil mandát ve volbách roku 1992. Ve Federálním shromáždění setrval do zániku Československa v prosinci 1992.